# Johan Geleyns (fotograaf)
Johan Geleyns is een Belgisch fotograaf. Hij is gespecialiseerd in reproductiefotografie van kunstwerken, met name van religieuze aard. Hij werd opgeleid in Narafi te Brussel en Reprotechnik te Kiel en heeft een eigen (litho)bedrijf, genaamd Ro scan.

## Werken
Geleyns voorzag de volgende werken van illustraties:
- Vlaamse Retabels: Een internationale reis langs laatmiddeleeuws beeldsnijwerk
- Gebak met geschiedenis: traditionele recepten